# San Juan, Tezonapa
San Juan är en ort i Mexiko.   Den ligger i kommunen Tezonapa och delstaten Veracruz, i den sydöstra delen av landet, 260 km öster om huvudstaden Mexico City. San Juan ligger 342 meter över havet och antalet invånare är 218.
Terrängen runt San Juan är varierad. Runt San Juan är det ganska tätbefolkat, med 100 invånare per kvadratkilometer. Närmaste större samhälle är Cosolapa, 15,1 km öster om San Juan. I omgivningarna runt San Juan växer i huvudsak städsegrön lövskog.